# Котати (Калифорнија)
Котати (енгл. Cotati) град је у америчкој савезној држави Калифорнија. По попису становништва из 2010. у њему је живело 7.265 становника.

## Демографија
Према попису становништва из 2010. у граду је живело 7.265 становника, што је 794 (12,3%) становника више него 2000. године.
| Група             | 2000.         | 2010.         |
| Белци             | 4.962 (76,7%) | 5.266 (72,5%) |
| Афроамериканци    | 151 (2,3%)    | 122 (1,7%)    |
| Азијати           | 233 (3,6%)    | 283 (3,9%)    |
| Хиспаноамериканци | 810 (12,5%)   | 1.255 (17,3%) |
| Укупно            | 6.471         | 7.265         |